# Riserva naturale Alto Merse
La riserva naturale Alto Merse è un'area naturale protetta situata nella provincia di Siena e istituita nel 1996. La riserva occupa una superficie di 2.000 ettari.

## Comuni
Brenna
Orgia
Montestigliano
Stigliano